# Chrysotimus scutatus
Chrysotimus scutatus är en tvåvingeart som beskrevs av Octave Parent 1933. Chrysotimus scutatus ingår i släktet Chrysotimus och familjen styltflugor. Inga underarter finns listade i Catalogue of Life.